# John E. Peterson
John E. Peterson (Titusville, 25 dicembre 1938) è un politico statunitense, membro della Camera dei Rappresentanti per lo stato della Pennsylvania dal 1997 al 2009.

## Biografia
Nato e cresciuto in Pennsylvania, Peterson studiò alla Pennsylvania State University e prestò servizio militare nell'esercito, per poi trovare lavoro come droghiere.
Entrato in politica con il Partito Repubblicano, fu membro del consiglio comunale della sua città fino al 1977, quando vinse un seggio all'interno della Camera dei rappresentanti della Pennsylvania, la camera bassa della legislatura statale. Nel 1984 fu eletto nella camera alta, il Senato di stato della Pennsylvania, dove restò per dodici anni.
Nel 1996 si candidò alla Camera dei Rappresentanti nazionale e riuscì ad essere eletto. Fu riconfermato dagli elettori per altri cinque mandati, fin quando nel 2008 annunciò il proprio ritiro dalla politica e lasciò il Congresso dopo dodici anni di permanenza.